# 신기군
신기군(神騎軍)은 고려 시대의 군 조직의 하나이다. 신보군 · 항마군과 더불어 별무반을 이루었던 기병 부대이다. 1104년(숙종 9년)에 임간과 윤관이 여진 정벌에 실패한 원인을 분석하여 보고하면서 기병 양성을 건의한 바에 따라 편성되었다.

## 같이 보기
- 윤관
- 별무반
- 고려-요 전쟁